# 아라드주

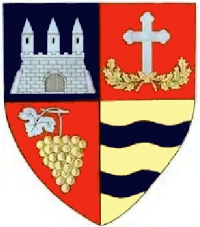
주 문장

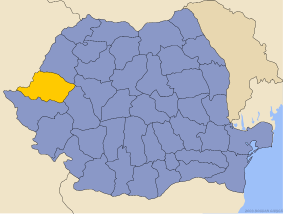
아라드주의 위치

아라드주(루마니아어: Judeţul Arad)는 루마니아 서부 트란실바니아 지방에 위치한 주로 주도는 아라드이며 면적은 7,754km2, 인구는 461,791명(2002년 기준), 인구 밀도는 60명/km2, ISO 3166-2 코드는 RO-AR이다. 동쪽으로는 알바주와 후네도아라주, 서쪽으로는 헝가리 베케시주와 촌그라드처나드주, 북쪽으로는 비호르주, 남쪽으로는 티미슈주와 접하며 1개 시와 9개 마을, 68개 지방 자치체를 관할한다.